# 托尔瑙卡波尔瑙
托尔瑙卡波尔瑙（匈牙利語：Tornakápolna），是匈牙利包尔绍德-奥包乌伊-曾普伦州所辖的一个村。总面积4.02平方公里，总人口29，人口密度7.2人/平方公里（2011年1月1日）。